# فرودگاه صحرایی فرانکلین (آلاباما)
فرودگاه صحرایی فرانکلین (آلاباما) (به انگلیسی: Franklin Field (Alabama)) یک فرودگاه همگانی بهره‌برداری هوایی است که یک باند فرود آسفالت دارد و طول باند آن ۱۱۱۶ متر است. این فرودگاه در کشور ایالات متحده آمریکا قرار دارد و در ارتفاع ۹۱ متری از سطح دریا واقع شده است.